# Saint-Sauveur (Vienne)
Saint-Sauveur è un comune francese soppresso del dipartimento della Vienne nella regione dell'Aquitania-Limosino-Poitou-Charentes. Dal 1º gennaio 2016 si è fuso con il comune di Senillé per formare il nuovo comune di Senillé-Saint-Sauveur in qualità di comune delegato.

## Società

### Evoluzione demografica
Abitanti censiti